# 루뱅 가톨릭 대학교
루뱅 가톨릭 대학교(프랑스어: Université catholique de Louvain 위니베르시테 카톨리크 드 루뱅[*])는 벨기에 루뱅라뇌브에 있는 대학으로 벨기에의 프랑스어권 대학 가운데 가장 큰 대학이다. 브뤼셀과 샤를루아, 몽스, 투르네, 나뮈르에도 캠퍼스가 있다.
루뱅 가톨릭 대학교는 1425년에 벨기에 및 저지대 국가 최초의 대학인 구 뢰번 대학교(Old University of Leuven)를 전신으로 한다. 1834년에 루뱅 가톨릭 대학교 (1835–1968)가 문을 열었고, 1968년에 네덜란드어권의 뢰번 가톨릭 대학교와 프랑스어권의 루뱅 가톨릭 대학교로 나누어져 루뱅라뇌브로 교정을 옮겼다. 2020년 QS 세계 대학 랭킹의 종교학 부문에서 12위를 기록했다.

## 역사
루뱅 가톨릭 대학교 (1835–1968)는 설립 당시부터 프랑스어로 수업을 했고, 1930년부터는 네덜란드어로도 수업을 했다. 1968년에 언어 문제로 네덜란드어권의 뢰번 가톨릭 대학교가 뢰번에 남았고, 프랑스어권의 루뱅 가톨릭 대학교는 루뱅라뇌브로 이전했다. 분리 당시 도서관 장서도 두 대학이 나누어 가져갔다. 1979년에 새 교정으로의 이전이 완료됐다.